# Fenster (Band)
Fenster ist eine Indie-Pop-Band aus Berlin mit Mitgliedern aus Deutschland, den USA und Frankreich.

## Geschichte
Die Band wurde im Winter 2010 von der New Yorkerin JJ Weihl und dem Berliner Jonathan Jarzyna gegründet. Die Band veröffentlichte ihr Debütalbum Bones im März 2012 über das Berliner Label Morr Music. 2014 erschien das zweite Album The Pink Caves, 2015 das dritte Album Emocean, der Soundtrack zu dem von der Band selbst produzierten Science-Fiction-Film gleichen Namens. Am 14. September 2018 folgt mit The Room ihr erstes Album für das Label Altin Village & Mine. Es war Album der Woche beim Radiosender ByteFM.

## Diskografie
- 2011: Oh Canyon / White to Red (7")
- 2012: Bones (CD/LP)
- 2014: The Pink Caves (CD/LP/MC)
- 2015: Emocean (CD/LP)
- 2018: The Room (CD/LP)